# Оуклін (Нью-Джерсі)
Оуклін (англ. Oaklyn) — місто (англ. borough) в США, в окрузі Кемден штату Нью-Джерсі. Населення — 3930 осіб (2020).

## Географія
Оуклін розташований за координатами 39°54′5″ пн. ш. 75°4′47″ зх. д. / 39.90139° пн. ш. 75.07972° зх. д. (39.901291, -75.079827).  За даними Бюро перепису населення США в 2010 році місто мало площу 1,80 км², з яких 1,63 км² — суходіл та 0,17 км² — водойми.

## Демографія
Згідно з переписом 2010 року, у селищі мешкало 4038 осіб у 1725 домогосподарствах у складі 1007 родин. Було 1847 помешкань
Расовий склад населення:
| - 92,4 % — білих - 2,5 % — чорних або афроамериканців - 1,8 % — азіатів - 0,2 % — корінних американців - 1,5 % — осіб інших рас |

До двох чи більше рас належало 1,6 %. Частка іспаномовних становила 5,4 % від усіх жителів.
За віковим діапазоном населення розподілялося таким чином: 20,5 % — особи молодші 18 років, 68,2 % — особи у віці 18—64 років, 11,3 % — особи у віці 65 років та старші. Медіана віку мешканця становила 39,4 року. На 100 осіб жіночої статі у селищі припадало 96,3 чоловіків;  на 100 жінок у віці від 18 років та старших — 96,0 чоловіків також старших 18 років.
Середній дохід на одне домашнє господарство  становив 76 198 доларів США (медіана — 67 969), а середній дохід на одну сім'ю — 94 848 доларів (медіана — 88 056). Медіана доходів становила 60 644 долари для чоловіків та 50 461 долар для жінок. За межею бідності перебувало 5,4 % осіб, у тому числі 4,2 % дітей у віці до 18 років та 6,8 % осіб у віці 65 років та старших.
Цивільне працевлаштоване населення становило 2196 осіб. Основні галузі зайнятості: освіта, охорона здоров'я та соціальна допомога — 30,0 %, мистецтво, розваги та відпочинок — 9,9 %, роздрібна торгівля — 9,7 %.